# Ancas
Ancas is een plaats (freguesia) in de Portugese gemeente Anadia en telt 757 inwoners (2001).